# Klasyfikacja gleb leśnych Polski

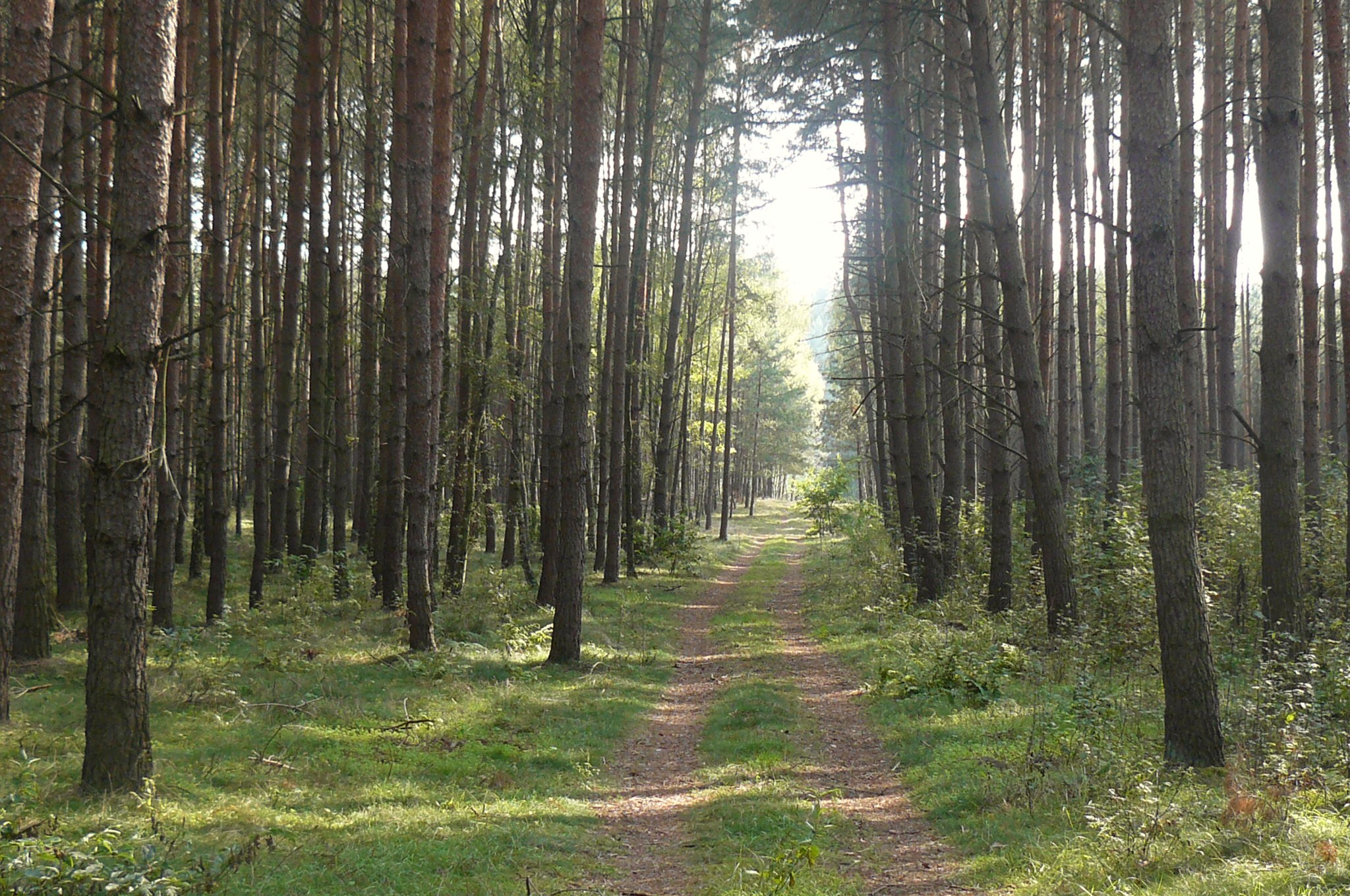
Las sosnowy

Klasyfikacja gleb leśnych Polski – systematyka gleb stosowana przez Lasy Państwowe dla obszarów leśnych na obszarze Polski.
Klasyfikacja charakteryzuje gleby i określa sposób ich podziału na poszczególne jednostki taksonomiczne oraz schematycznie zestawia powiązania pomiędzy typami i podtypami gleb a typami siedliskowymi lasu i leśnymi zbiorowiskami roślinnymi. Należyte zaklasyfikowanie gleby ułatwia wyznaczanie mikrosiedlisk, a przez to podejmowanie właściwych decyzji co do składu gatunkowego w trakcie zakładania upraw. Kiedy tworzone zbiorowiska leśne odpowiadają glebie, na której są sadzone owocuje to lepszym ich wykorzystaniem i ochroną.

## Powstanie i obowiązywanie klasyfikacji
W związku z przyjętym 22 kwietnia 1997 r. przez Radę Ministrów dokumentem "Polityka Leśna Państwa" oraz podjętymi od 1999 r. pracami nad nowelizacją zasad kartowania siedlisk leśnych Dyrekcja Generalna Lasów Państwowych podjęła decyzję o konieczności aktualizacji klasyfikacji gleb leśnych. Obowiązujące wtedy drugie wydanie klasyfikacji gleb leśnych z 1973 r. nie korespondowało z ówczesnym stanem wiedzy gleboznawczej i nie uwzględniało zasad wielofunkcyjnej i zrównoważonej gospodarki zasobami leśnymi. Skierowana do Polskiego Towarzystwa Gleboznawczego inicjatywa Lasów Państwowych zaowocowała podjęciem prac przez grupę gleboznawców i powstaniem 10 listopada 1999 r. Zespołu Klasyfikacji Gleb Leśnych.
Nowa klasyfikacja powstała przede wszystkim na bazie poprzedniej "Klasyfikacji gleb leśnych" z 1973 r. oraz czwartego wydania "systematyki gleb Polski" z 1989 r. W związku z postępem wiedzy gleboznawczej od 1989 r. część informacji została zweryfikowana i uzupełniona w stosunku do systematyki opublikowanej w tym roku, wykorzystując między innymi klasyfikacje gleb WRB z 1998 r..
Klasyfikacja gleb leśnych Polski została wprowadzona do stosowania w Lasach Państwowych zarządzeniem nr 9 Dyrektora Generalnego Lasów Państwowych z dnia 7 lutego 2001 r. Została ona skierowana do odpowiednich wydziałów Dyrekcji Generalnej Lasów Państwowych, a także regionalnych dyrekcji Lasów Państwowych w celu aktualizacji "Siedliskowych podstaw hodowli lasu" oraz "Zasad kartowania siedlisk leśnych".

## Jednostki taksonomiczne w klasyfikacji gleb leśnych
Za podstawowy obiekt klasyfikacji został przyjęty pedon. Analiza pedonu, wraz ze skałą macierzystą, pozwala szeregować gleby na odpowiednie jednostki systematyczne:
| Typ gleby             | Podstawowa jednostka klasyfikacyjna, posiadająca określony układ głównych poziomów genetycznych, zbliżone właściwości chemiczne i fizykochemiczne wynikające z zachodzenia jednego z głównych procesów glebotwórczych lub cech pedomorfogenicznych poziomu akumulacji materii organicznej lub cech geomorfogenicznych skały macierzystej |
| Podtyp gleby          | Jednostka klasyfikacji w obrębie typu, posiada typowy układ poziomów dla danego typu (podtypy "właściwe") lub także dodatkowe poziomy lub podpoziomy zawierające cechy lub właściwości podogeniczne nie wynikające z głównego procesu glebotwórczego tworzącego glebę. Podtypy mogą być właściwe, przejściowe lub reliktowe.             |
| Odmiana podtypu gleby | Wyróżniana w obrębie podtypu, zawiera niższej rangi dodatkowe cechy pedogeniczne, geogeniczne i antropogeniczne w stosunku do cech podtypu (np. troficzność, oglejenie, domieszki innych materiałów, wytrącenia, antropogeniczne przekształcenia profilu, zanieczyszczenia itp.)                                                         |
| Rodzaj gleby          | Geologiczne pochodzenie i właściwości skały macierzystej |
| Gatunek gleby         | Uziarnienie materiału mineralnego z podziałem na frakcje według normy: PN-R-04033:1998 |

Ze względu na użytkowy charakter klasyfikacji nie widziano potrzeby łączenia typów gleby w jednostki wyższego rzędu (rzędy, działy).

## Poziomy i warstwy glebowe

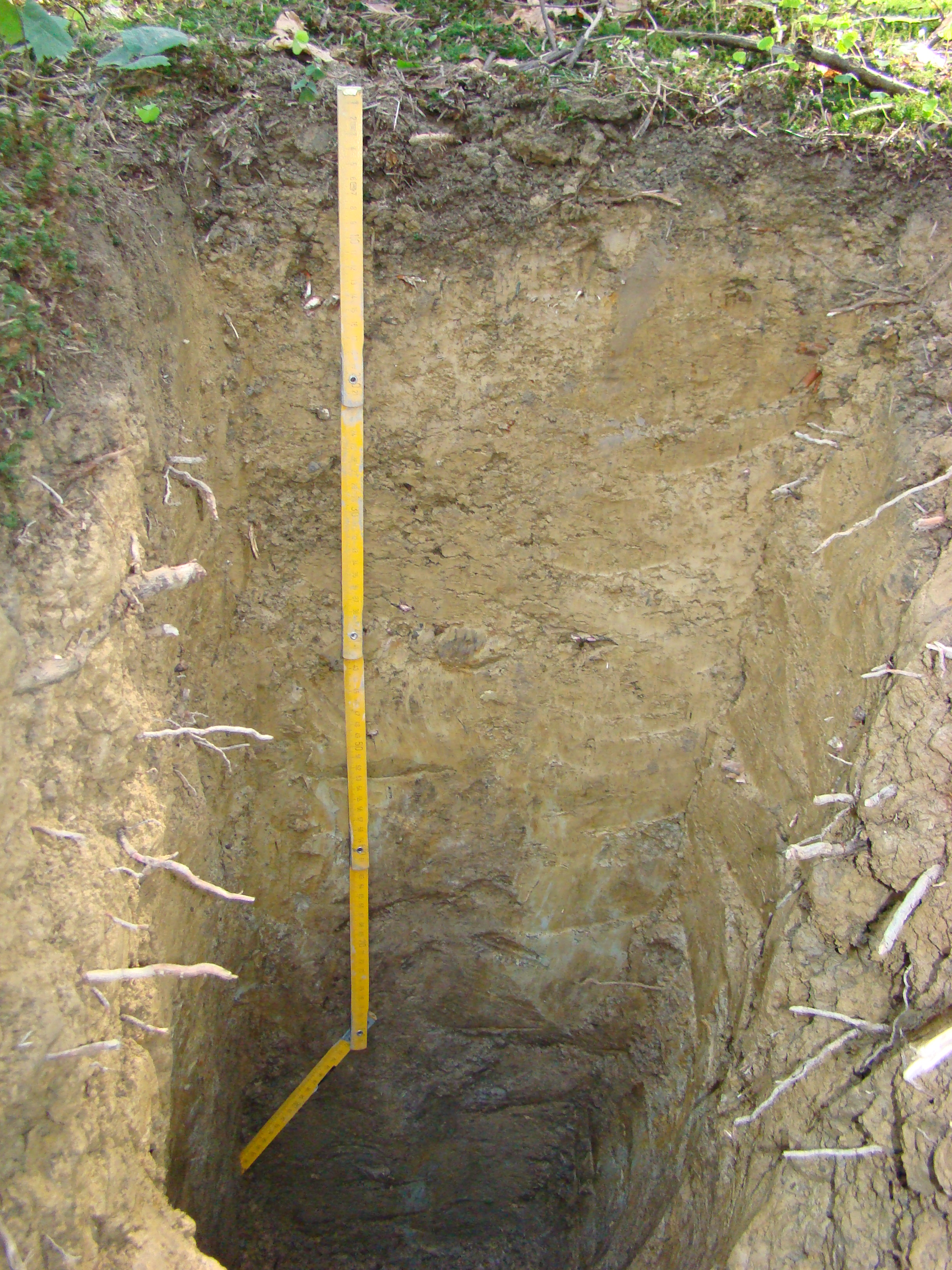
Gleba brunatna, Beskid Niski

W trakcie opisu profilu glebowego wydziela się poziomy i warstwy glebowe: główne, przejściowe oraz mieszane, a także określa się nieciągłości litogeniczne i nieciągłości litogeniczno-pedogeniczne. 

Poziomy główne, powstałe przez dominujący proces glebotwórczy, oraz zasady wyodrębniania poziomów mieszanych, przejściowych i podpoziomów, są takie same jak w 4. wydaniu systematyki gleb Polski z 1989 r.: 
- O - poziom organiczny
- A - poziom próchniczny mineralny
- E - poziom wymywania (eluwialny)
- B - poziom wzbogacenia, wietrzeniowy lub wmywania (iluwialny)
- C - skała macierzysta (substrat, materiał macierzysty)
- G - poziom glejowy
- P - poziom bagienny
- M - poziom murszowy, organiczny
- D - podłoże mineralne nieskonsolidowane
- R - podłoże skalne (lita skała)

Przyrostki do oznaczania cech i właściwości warstw i poziomów oznaczane małymi literami alfabetu łacińskiego w znacznej części pokrywają się z przyrostkami z 4. wydania systematyki gleb Polski z 1989 r., lecz występują również różnice.
W celu obiektywizacji klasyfikacji gleb określono poziomy diagnostyczne gleb, tzn. wydzielane na podstawie mierzalnych, ilościowych cech. Opracowano je częściowo na podstawie klasyfikacji gleb WRB (1998), a częściowo na podstawie systematyki gleb Polski (1989). Wydzielono poziomy: albic, anthropedogenic (anthraquic, anthrosalic, hortic, hydragric, irragric, plaggic, terric), argic, calcic, cambic, chernic, fradic, glejospodic, gleyic, histic, luvic, melanic, mollic, ochric, sideric, spodic, stagnic, umbric.

## Klasyfikacja gleb leśnych
- Typ 1. Gleby inicjalne skaliste - litosole (IS)
- Typ 2. Gleby inicjalne luźne - regosole (IR)
- Typ 3. Rankery (RN)

3.1 rankery właściwe (RNw); 3.2 rankery butwinowe - tangel rankery (RNbt); 3.3 rankery bielicowe (RNb); 3.4 rankery brunatne (RNbr)
- Typ 4. Arenosole (AR)

4.1 arenosole inicjlne (ARi); 4.2 arenosole właściwe (ARw); 4.3 arenosole bielicowane (ARb)
- Typ 5. Pelosole (inicjalne ilaste) (PE)
- Typ 6. Rędziny (R)

6.1 rędziny inicjalne skaliste (Risk); 6.2 rędziny inicjalne rumoszowe (Rir); 6.3 rędziny butwinowe - tangel rędziny (Rbt); 6.4 rędziny próchniczne (Rp); 6.5 rędziny właściwe (Rw); 6.6 rędziny czarnoziemne (Rc); 6.7 rędziny brunatne (Rbr); 6.8 rędziny czerwonoziemne (reliktowe) (Rcz)
- Typ 7. Pararędziny (PR)

7.1 pararędziny inicjalne (PRi); 7.2 pararędziny właściwe (PRw); 7.3 pararędziny brunatne (PRbr)
- Typ 8. Czarnoziemy wyługowane (C)

8.1 czarnoziemy wyługowane właściwe (Cwyw); 8.2 czarnoziemy wyługowane brunatne (Cwybr); 8.3 czarnoziemy wyługowane opadowoglejowe (Cwyog); 8.4 gleby szare (Csz)
- Typ 9. Czarne ziemie (CZ)

9.1 czarne ziemie murszaste (CZms); 9.2 czarne ziemie właściwe (CZw); 9.3 czarne ziemie wyługowane (CZwy); 9.4 czarne ziemie brunatne (CZbr)
- Typ 10. Gleby brunatne (BR)

10.1 gleby brunatne właściwe (BRw); 10.2 gleby szarobrunatne (BRs); 10.3 gleby brunatne wyługowane (BRwy); 10.4 gleby brunatne kwaśne (BRk); 10.5 gleby brunatne bielicowe (BRb)
- Typ 11. Gleby płowe (P)

11.1 gleby płowe właściwe (Pw); 11.2 gleby płowe brunatne (Pbr); 11.3 gleby płowe bielicowe (Pb); 11.4 gleby płowe opadowoglejowe (Pog)
- Typ 12. Gleby rdzawe (RD)

12.1 gleby rdzawe właściwe (RDw); 12.2 gleby rdzawe brunatne (RDbr); 12.3 gleby rdzawe bielicowe (RDb)
- Typ 13. Gleby ochrowe (OC)
- Typ 14. Gleby bielicowe (B)

14.1 gleby bielicowe właściwe (Bw); 14.2 bielice właściwe (BIw); 14.3 gleby glejo-bielicowe właściwe (Bgw); 14.4 gleby glejo-bielicowe murszaste (Bgms); 14.5 gleby glejo-bielicowe torfiaste (Bgts); 14.6 glejo-bielice właściwe (BIgw)
- Typ 15. Gleby gruntowoglejowe (G)

15.1 gleby gruntowoglejowe właściwe (Gw); 15.2 gleby gruntowoglejowe próchniczne (Gp); 15.3 gleby gruntowoglejowe z rudą darniową (Grd); 15.4 gleby gruntowoglejowe torfowe (Gt); 15.5 gleby gruntowoglejowe torfiaste (Gts); 15.6 gleby gruntowoglejowe murszowe (Gm); 15.7 gleby gruntowoglejowe murszaste (Gms); 15.8 gleby gruntowoglejowe mułowe (Gmł)
- Typ 16. Gleby opadowoglejowe (OG)

16.1 gleby opadowoglejowe właściwe (OGw); 16.2 gleby opadowoglejowe bielicowane (OGb); 16.3 gleby stagnoglejowe właściwe (OGSw); 16.4 gleby stagnoglejowe torfowe (OGSt); 16.5 gleby stagnoglejowe torfiaste (OGSts); 16.6 gleby amfiglejowe (OGam)
- Typ 17. Gleby mułowe (MŁ)

17.1 gleby mułowe właściwe (MŁw); 17.2 gleby torfowo-mułowe (MŁt); 17.3 gleby gytiowe (MŁgy)
- Typ 18. Gleby torfowe (T)

18.1 gleby torfowe torfowisk niskich (Tn); 18.2 gleby torfowe torfowisk przejściowych (Tp); 18.3 gleby torfowe torfowisk wysokich (Tw)
- Typ 19. Gleby murszowe (M)

19.1 gleby torfowo-murszowe (Mt); 19.2 gleby mułowo-murszowe (Mmł); 19.3 gleby gytiowo-murszowe (Mgy); 19.4 gleby namurszowe (Mn)
- Typ 20. Gleby murszowate (MR)

20.1 gleby mineralno-murszowe (MRm); 20.2 gleby murszowate właściwe (MRw); 20.3 gleby murszaste (MRms)
- Typ 21. Mady rzeczne (MD)

21.1 mady rzeczne inicjalne (MDi); 21.2 mady rzeczne właściwe (MDw); 21.3 mady rzeczne próchniczne (MDp); 21.4 mady rzeczne brunatne (MDbr)
- Typ 22. Mady morskie - marsze (MDM)
- Typ 23. Gleby deluwialne (D)

23.1 gleby deluwialne inicjalne (Di); 23.2 gleby deluwialne właściwe (Dw); 23.3 gleby deluwialne próchniczne (Dp); 23.4 gleby deluwialne brunatne (Dbr)
- Typ 24. Gleby kulturoziemne (AK)

24.1 rigosole (AKrs); 24.2 hortisole (AKhs); 24.3 kulturoziemy leśne (AKl); kulturoziemy pobagienne (AKb)
- Typ 25. Gleby industrioziemne i urbanoziemne (AU)

25.1 gleby industrioziemne i urbanoziemne o niewykształconym profilu (AUi); 25.2 gleby industrioziemne i urbanoziemne próchniczne (AUp); 25.3 paprarędziny antropogeniczne (AUpr); 25.4 gleby antropogeniczne słone (AUsł)

## Próchnica leśna
Próchnica leśna w myśl klasyfikacji gleb leśnych Polski jest to substancja organiczna nagromadzona w obrębie mineralnej części gleby leśnej (endopróchnica) oraz na jej powierzchni (ektopróchnica) obejmująca szczątki głównie roślinne w różnym stadium rozdrobnienia, rozkładu i przetworzenia. Nie obejmuje ona świeżego opadu roślinnego, który może być jeszcze przemieszczany przez wiatr. Może ona mieć różną budowę morfologiczną i właściwości zależne od klimatu i porastającej roślinności. Wyróżnia się trzy jednostki taksonomiczne stosowane do klasyfikacji próchnic leśnych:  
| Typ próchnicy     | Podstawowa jednostka klasyfikacyjna próchnicy, określa warunki troficzne, wyróżniana na podstawie sekwencji poziomów organicznych i organiczno-mineralnych                                    |
| Podtyp próchnicy  | Jednostka klasyfikacji w obrębie typu, określa warunki wilgotnościowe, wydziela się poprzez dodanie określeń: suchy, świeży, wilgotny i mokry                                                 |
| Odmiana próchnicy | Najniższa jednostka klasyfikacji, określa stan rozkładu substancji organicznej, wydziela się poprzez dodanie określeń: rozdrobniony, włóknisty, właściwy, mazisty, murszowaty, torfiasty itp. |

Wydzielono cztery rodzaje podpoziomów organicznych:
- poziom surowinowy - Ol - kilkucentymetrowa warstwa słabo zmienionego opadu roślinnego
- poziom detrytusowy - Ofh - kilkucentymetrowa warstwa rozdrobnionych, ciemnobrunatnych szczątków roślinnych o rozpoznawalnych jeszcze strukturach tkankowych. Przypomina nieco luźno złożony tytoń fajkowy.
- poziom butwinowy - Of - kilku- kilkunastocentymetrowa warstwa dobrze rozdrobnionych, częściowo zhumifikowanych szczątków głównie roślinnych o strukturze tkankowej rozpoznawalnej pod mikroskopem. Występują ekskrementy fauny glebowej, drobne korzenie i widoczne strzępki grzybni. Przypomina przez to wojłok, przy rozrywaniu odrywa się całymi płatami.
- poziom epihumusowy - Oh - kilkucentymetrowa warstwa dobrze zhumifikowanej substancji organicznej o ciemnobrunatnej lub czarnej barwie. Mazista w stanie wilgotnym, na sucho struktura drobnokaszkowata z niewielką ilością widocznych, wybielonych ziaren kwarcu.

Wyróżniono trzy podstawowe typy próchnic leśnych: 
- mull - powstaje w żyznych, eutroficznych glebach o dużej aktywności biologicznej, pod lasami liściastymi. Układ poziomów: Ol-A
- moder - powstaje w mezotroficznych glebach pod lasami liściastymi lub mieszanymi (lub glebach eutroficznych o zmienionym niekorzystnie układzie drzewostanu). Układ poziomów: Ol-Ofh-A
- mor - powstaje w ubogich, oligotroficznych glebach o ograniczonej aktywności biologicznej, pod lasami iglastymi (lub glebach mezotroficznych pod niewłaściwą gospodarką leśną). Układ poziomów: Ol-Of-Oh-Ees (lub AEes)

Wyróżnia się również próchnicę murszową, próchnicę murszastą i próchnicę torfową.

## Struktura gleb leśnych
Struktura gleby jest to rodzaj i sposób powiązania ze sobą oraz układ przestrzenny elementarnych cząstek glebowych. Według niniejszej klasyfikacji ocenia się jedynie makrostrukturę, tzn. strukturę widzialną gołym okiem. Wydziela się typ struktury - opisujący kształt agregatów, rodzaj - opisujące ich wielkość oraz odmianę - opisującą ich trwałość i stopień wykształcenia.
Typy struktur glebowych: 
1. Struktury proste (nieagregatowe)
- rozdzielnoziarnista (r)
- spójna (zwarta, masywna) (m)
2. Struktury agregatowe 
2.1 struktury sferoidalne
- koprolitowa (ko)
- gruzełkowata (gr)
- ziarnista (zn)
2.2 Struktury foremnowielościenne (poliedryczne)
- foremnowielościenna ostrokrawędzista (angularna) (oa)
- foremnowielościenna zaokrąglona (subangularna) (os)
- bryłowa (br)
2.3 Struktury wrzecionowate
- pryzmatyczna (pr)
- słupowa (ps)
2.4 Struktury dyskoidalne
- płytkowa (dp)
- skorupkowa (ds)
3. Struktury włukniste
- gąbczasta (hg)
- włuknista właściwa (hw)
Wydziela się następujące rodzaje struktury glebowej: bardzo drobna (cienka), drobna (cienka), średnia, gruba, bardzo gruba, przy czym graniczna wielkość agregatu zależy od typu struktury. Wyróżniono cztery stopnie wykształcenia struktury gleby: 0 - struktura bezagregatowa, 1- struktura agregatowa słaba, 2 - struktura agregatowa średniotrwała, 3 - struktura agregatowa trwała.

## Rodzaje gleb
Rodzaj gleby jest to pochodzenie geologiczne, a za tym właściwości fizykochemiczne, skały macierzystej. Do najważniejszych pod lasami w Polsce należą:

Skały magmowe: granity, sjenity, dioryty, gabra, trachity, andezyty, bazalty, ryolity oraz skały magmowe żyłowe.

Skały osadowe: bloki i głazy, gruzy, żwiry zwałowe, żwiry wodnego pochodzenia, piaski zwałowe, piaski wodnolodowcowe (fluwioglacjalne), piaski aluwialne starych trasów akumulacyjnych, piaski aluwialne współczesnych tarasów rzecznych, piaski wydmowe (eoliczne), piaski pokrywowe, piaski morskie, gliny lodowcowe (morenowe lub zwałowe), iły lodowcowe (warwowe lub zastoiskowe), iły rzeczne, iły jeziorne, iły morskie, utwory pyłowe wodnej genezy, lessy, brekcje i zlepieńce (kamieniste i żwirowe), piaskowce kwarcowe, arkozy, szarogłazy, iłowce i łupki ilaste, wapienie, wapienie margliste, dolomity, margle, margle dolomitowe, torfy torfowisk niskich, torfy torfowisk wysokich, torfy torfowisk przejściowych, skały krzemionkowe, gipsy i anhydryty.

Skały metamorficzne: gnejsy, kwarcyty, amfibolity, marmury, łupki krystaliczne.
Jako że w rędzinach rodzaj skały macierzystej ma pierwszorzędne znaczenie dla ich właściwości w opisie tego typu dodaje się czy powstały one z utworów węglanowych trzeciorzędowych, kredowych, jurajskich, triasowych, dewońskich, permskich albo czy powstały one ze skał siarczanowych (gipsowych).